# 신아교통
신아교통은 부산광역시 동래구에 소속해 있는 마을버스 운송업체이다.

## 차고지
- 부산광역시 동래구 쇠미로17번길 16 (사직동) (본사)

## 운행 노선
- 동래8번 (사직여중 ~ 도시철도 동래역)